# Masa spoczynkowa neutronu
Masa spoczynkowa neutronu – masa neutronu pozostającego w spoczynku w inercjalnym układzie odniesienia. Rozróżnienie między masą spoczynkową a masą cząstki poruszającej się jest istotne z punktu fizyki relatywistycznej i ma znaczenie np. w przypadku zjawisk i eksperymentów z dziedziny fizyki cząstek elementarnych.
Jej wartość wynosi:
{\displaystyle m_{\mathrm {n} }=1{,}674\,927\,500\,56(85)\cdot 10^{-27}\,\mathrm {kg} }
i jest tylko trochę większa od masy spoczynkowej protonu, ale ponad 1800 razy większa niż wartość masy spoczynkowej elektronu.